# Ƶ
Cette page contient des caractères spéciaux ou non latins. S’ils s’affichent mal (▯, ?, etc.), consultez la page d’aide Unicode.
La lettre Ƶ (minuscule : ƶ), appelée Z barré, est un graphème latin de l’alphabet turcique uniforme, et était un graphème de l’Alphabet nordique unifié utilisé dans plusieurs langues du nord de la Russie dans les années 1930, du yanalif utilisé en tatar. Il s’agit de la lettre Z diacritée d'une barre inscrite.

## Utilisation
En langue polonaise Ƶ est utilisé comme un allographe de Ż (surtout dans les inscriptions, où l'utilisation de Ż pourrait augmenter la hauteur d'une ligne).
Il était aussi utilisé comme symbole du zaïre, monnaie de la République démocratique du Congo du temps où celle-ci portait le nom de Zaïre.
Le ƶ est utilisé en 1861 comme symbole phonétique par C. A. E. Jessen, pour représenter une consonne fricative palato-alvéolaire voisée [ʒ].

## Représentations informatiques
Le Z barré peut être représenté avec les caractères Unicode suivants (Latin étendu B) :
| formes    | représentations | chaînes de caractères | points de code | descriptions                    |
| --------- | --------------- | --------------------- | -------------- | ------------------------------- |
| capitale  | Ƶ               | Ƶ                     | U+01B5         | lettre majuscule latine z barré |
| minuscule | ƶ               | ƶ                     | U+01B6         | lettre minuscule latine z barré |

## Dans la culture
- Le Z barré est utilisé dans la série Zorro.
- Il l'est également dans le titre du générique français de la saison 6 de Papa Schultz.
- Dans la série d'animation Dragon Ball Z, le logo fait apparaître le Z barré par un trait oblique.
- Dans l 'épisode 21 de la saison 02 de la série Sydney fox, l'aventurière le Z barré fait clairement référence à un ordre religieux du moyen âge.